# سالون دو بروفانس
سالون دو بروفانس، (بالفرنسية: Salon-de-Provence)‏، تنطق:(‎salɔ̃ də pʁɔvɑ̃si.jɔ̃‏)،، هي بلدية تقع على بعد والي 44 كم (27.3 ميل) من مرسيليا، في إقليم بوش دو رون، في جنوب فرنسا. إنه موطن قاعدة جوية فرنسية مهمة.

## المناخ
يظهر الجدول التالي التغييرات المناخية على مدار السنة لسالون دو بروفانس:
| البيانات المناخية لـسالون دو بروفانس                      | البيانات المناخية لـسالون دو بروفانس | البيانات المناخية لـسالون دو بروفانس | البيانات المناخية لـسالون دو بروفانس | البيانات المناخية لـسالون دو بروفانس | البيانات المناخية لـسالون دو بروفانس | البيانات المناخية لـسالون دو بروفانس | البيانات المناخية لـسالون دو بروفانس | البيانات المناخية لـسالون دو بروفانس | البيانات المناخية لـسالون دو بروفانس | البيانات المناخية لـسالون دو بروفانس | البيانات المناخية لـسالون دو بروفانس | البيانات المناخية لـسالون دو بروفانس | البيانات المناخية لـسالون دو بروفانس |
| الشهر                                                     | يناير                                | فبراير                               | مارس                                 | أبريل                                | مايو                                 | يونيو                                | يوليو                                | أغسطس                                | سبتمبر                               | أكتوبر                               | نوفمبر                               | ديسمبر                               | المعدل السنوي                        |
| --------------------------------------------------------- | ------------------------------------ | ------------------------------------ | ------------------------------------ | ------------------------------------ | ------------------------------------ | ------------------------------------ | ------------------------------------ | ------------------------------------ | ------------------------------------ | ------------------------------------ | ------------------------------------ | ------------------------------------ | ------------------------------------ |
| الدرجة القصوى °م (°ف)                                     | 20.8 (69.4)                          | 22.8 (73.0)                          | 25.7 (78.3)                          | 29.2 (84.6)                          | 34.4 (93.9)                          | 43.4 (110.1)                         | 39.7 (103.5)                         | 39.3 (102.7)                         | 34.8 (94.6)                          | 30.1 (86.2)                          | 24.2 (75.6)                          | 22.0 (71.6)                          | 43.4 (110.1)                         |
| متوسط درجة الحرارة الكبرى °م (°ف)                         | 11.0 (51.8)                          | 12.4 (54.3)                          | 15.7 (60.3)                          | 18.4 (65.1)                          | 22.8 (73.0)                          | 26.9 (80.4)                          | 30.2 (86.4)                          | 29.7 (85.5)                          | 25.3 (77.5)                          | 20.6 (69.1)                          | 14.6 (58.3)                          | 11.4 (52.5)                          | 20.0 (68.0)                          |
| المتوسط اليومي °م (°ف)                                    | 6.0 (42.8)                           | 7.0 (44.6)                           | 9.9 (49.8)                           | 12.6 (54.7)                          | 16.7 (62.1)                          | 20.6 (69.1)                          | 23.6 (74.5)                          | 23.2 (73.8)                          | 19.4 (66.9)                          | 15.4 (59.7)                          | 10.0 (50.0)                          | 6.8 (44.2)                           | 14.3 (57.7)                          |
| متوسط درجة الحرارة الصغرى °م (°ف)                         | 1.1 (34.0)                           | 1.6 (34.9)                           | 4.1 (39.4)                           | 6.8 (44.2)                           | 10.6 (51.1)                          | 14.3 (57.7)                          | 17.0 (62.6)                          | 16.8 (62.2)                          | 13.5 (56.3)                          | 10.2 (50.4)                          | 5.3 (41.5)                           | 2.2 (36.0)                           | 8.7 (47.7)                           |
| أدنى درجة حرارة °م (°ف)                                   | −14.3 (6.3)                          | −18.5 (−1.3)                         | −9.4 (15.1)                          | −3.0 (26.6)                          | −0.9 (30.4)                          | 4.2 (39.6)                           | 7.6 (45.7)                           | 7.7 (45.9)                           | 3.1 (37.6)                           | −3.6 (25.5)                          | −7.6 (18.3)                          | −14.4 (6.1)                          | −18.5 (−1.3)                         |
| الهطول مم (إنش)                                           | 51.1 (2.01)                          | 35.1 (1.38)                          | 35.9 (1.41)                          | 57.5 (2.26)                          | 48.9 (1.93)                          | 26.3 (1.04)                          | 10.6 (0.42)                          | 33.7 (1.33)                          | 77.8 (3.06)                          | 85.2 (3.35)                          | 66.5 (2.62)                          | 50.7 (2.00)                          | 579.3 (22.81)                        |
| متوسط أيام هطول الأمطار (≥ 1.0 mm)                        | 5.2                                  | 4.8                                  | 4.5                                  | 6.3                                  | 5.2                                  | 3.2                                  | 1.5                                  | 3.0                                  | 4.8                                  | 6.5                                  | 6.2                                  | 5.5                                  | 56.6                                 |
| متوسط الأيام المثلجة                                      | 0.6                                  | 0.5                                  | 0.2                                  | 0.0                                  | 0.0                                  | 0.0                                  | 0.0                                  | 0.0                                  | 0.0                                  | 0.0                                  | 0.2                                  | 0.9                                  | 2.4                                  |
| متوسط الرطوبة النسبية (%)                                 | 75                                   | 73                                   | 68                                   | 67                                   | 67                                   | 65                                   | 61                                   | 64                                   | 72                                   | 76                                   | 77                                   | 77                                   | 70.2                                 |
| المصدر #1: Meteo France                                   |                                      |                                      |                                      |                                      |                                      |                                      |                                      |                                      |                                      |                                      |                                      |                                      |                                      |
| المصدر #2: Infoclimat.fr (humidity, snowy days 1961–1990) |                                      |                                      |                                      |                                      |                                      |                                      |                                      |                                      |                                      |                                      |                                      |                                      |                                      |

## توأمة
لسالون دو بروفانس اتفاقيات توأمة مع كل من:
- فرتهايم آم ماين
- غوبيو

## أعلام
- فرناند فابر
- ماتيو أرزينو
- فرنك ايسبوسيتو
- يوان بغت
- روجر جيلارد
- نوستراداموس